# Hvězdný uprchlík
Hvězdný uprchlík je hvězda, která se pohybuje prostorem mimořádně vysokou rychlostí ve vztahu k okolnímu mezihvězdnému prostředí. Vlastní pohyb uprchlé hvězdy často ukazuje na to, že byla kdysi členem nějakého hvězdného seskupení ještě před tím, než byla vyvržena ven.
Existují dva možné mechanismy, které mohou vést k tomuto ději:
1. Blízké setkání dvou binárních systémů má za následek narušení obou těchto systému, přičemž některé z hvězd jsou vysokou rychlostí vyvrženy pryč.
2. Výbuch supernovy vícehvězdnému systému dodá patřičnou rychlost.

Zatímco jsou teoreticky možné oba dva scénáře, astronomové se v praxi přiklánějí spíše k hypotéze o výbuchu supernovy.
Jedním z příkladů týkajících se soustavy uprchlých hvězd je AE Aurigae, 53 Arietis a Mý Columbae, z nichž se všechny od sebe vzdalují rychlostí přes 100 km/s (pro srovnání, Slunce se pohybuje Galaxií o 20 km/s rychleji, než jaký je lokální průměr). Sledováním jejich zpětného pohybu vyšlo najevo, že se jejich cesty protnuly v blízkosti mlhoviny v Orionu asi před 2 miliony let.